# Viviparie
Viviparie (lateinisch viviparus, vivipar ‚lebendgebärend‘) oder Lebendgeburt bezeichnet die Fortpflanzungsweise bei Tieren, deren Frühentwicklung (Embryonal- und Fetalstadium) im Muttertier verläuft, ohne dabei von einer Eihülle umschlossen zu sein. Bei Pflanzen bezeichnet Viviparie die Embryonalentwicklung an der Mutterpflanze. 

## Tiere
Bei den Tieren steht die Viviparie im Gegensatz zur Oviparie, also der Eiablage, nach der die Frühentwicklung im Ei zum größten Teil außerhalb des Muttertiers stattfindet. Bei der Viviparie bleiben die Jungtiere während ihrer gesamten Frühentwicklung im Mutterleib. 
Eine eindeutige Abgrenzung der matrotrophen Viviparie (Ernährung durch die Mutter, nach einer Phase, in der die Embryonen vom Dotter zehren) zur Ovoviviparie (lecithotrophen, dotterernährten Viviparie), bei der dotterreiche Nähreier im Mutterleib ausgebrütet werden und die Embryonen lediglich durch die im Dottersack des Eis gespeicherten Nährstoffe ernährt werden, ist schwierig. Häufig wird die Ovoviviparie mit aplazentaler  Viviparie und Viviparie mit plazentaler  Viviparie gleichgesetzt, was aber nicht korrekt ist: Die Embryonen viviparer Tiere werden über den Kreislauf des Muttertieres versorgt (Nährstoffe, Atemgase, Exkretion, Wasser), was nicht zwingend eine Plazenta erfordert. Folgende Möglichkeiten zur Versorgung des Embryos im Mutterleib sind bekannt:
- Bei allen Höheren Säugetieren (Eutheria) und einigen Beutelsäugern wird eine Plazenta ausgebildet. Aber auch bei verschiedenen Skinken und einigen Schlangen gibt es Plazentabildungen, bei denen sich Allantois und Chorion des Embryos vereinigen und eng an die Uterusschleimhaut der Mutter anlegen. Bei manchen Echsen werden bestimmte Gewebsschichten, die Mutter und Embryo trennen, reduziert, bis es zu einer Berührung der Endothelien des Embryos und der Mutter kommt, welche als Plazentabildung angesehen wird. Bei den meisten Grundhaien bildet der eng mit dem Eileiter verbundene, gefaltete Dottersack eine Dottersackplazenta. Auch bei einigen Zahnkärpflingen kommt es zu Plazentabildungen.
 Gelegentlich findet man für alle plazental viviparen Tiere den Begriff Plazentatiere, welcher aber einer taxonomischen Gruppe, nämlich der Säugetier-Unterklasse Eutheria, vorbehalten bleiben sollte, auch wenn er für diese ebenso unglücklich gewählt ist, da eben auch einige Beutelsäuger eine Plazenta ausbilden. Um die Verwirrung nicht noch zu mehren, ist er als Sammelbezeichnung für nicht miteinander verwandte Gruppen mit gleicher Embryonalversorgung zu vermeiden.
- Eine Möglichkeit der aplazentalen Versorgung des Embryos ist das Ausscheiden eines Nährsekretes in die Gebärmutter. Diese „Uterusmilch“ ist vermischt mit Leukozyten und Geweberesten. Sie kann von den Embryonen direkt aufgenommen werden oder über Sekretions-Zotten durch das Spritzloch (bei Rochen) oder die Kiemen bei Echten Knochenfischen (Teleostei) bis in den Darm des Embryos befördert werden. Auch der Embryo kann Fortsätze zum Zwecke der Ernährung ausbilden (Trophotaenien) wie beispielsweise bei den Hochlandkärpflingen (Goodeidae). Andere Vertreter der Zahnkärpflinge haben noch weitere Ernährungsformen entwickelt, insbesondere die, deren Entwicklung im Eierstock abläuft.
- Eine weitere Form der Ernährung des Embryos wird als „intrauteriner Kannibalismus“ oder auch Oophagie bezeichnet. Dabei entwickeln sich von den Eiern im Eileiter oder in der Gebärmutter lediglich wenige oder nur eins, die anderen zerfallen zu einem Nährbrei oder werden von dem oder den verbleibenden Embryonen gefressen. Diese Form findet sich unter anderem bei einigen Barschen (Perciformes), bei Makrelenhaiartigen (Lamniformes) oder auch beim Alpensalamander.

Da sich die Jungtiere viviparer Arten während ihrer Embryonalentwicklung im engen Mutterleib entwickeln, haben diese Arten im Vergleich zu oviparen meist weniger Nachkommen und sind demzufolge im Sinne der Fortpflanzungsstrategie K-Strategen. Der älteste fossile Beleg für Lebendgebären ist der Fund eines 380 bis 375 Mio. Jahre alten, mit einer Nabelschnur mit der Mutter verbundenen Embryos des oberdevonischen Panzerfisches Materpiscis.

## Pflanzen

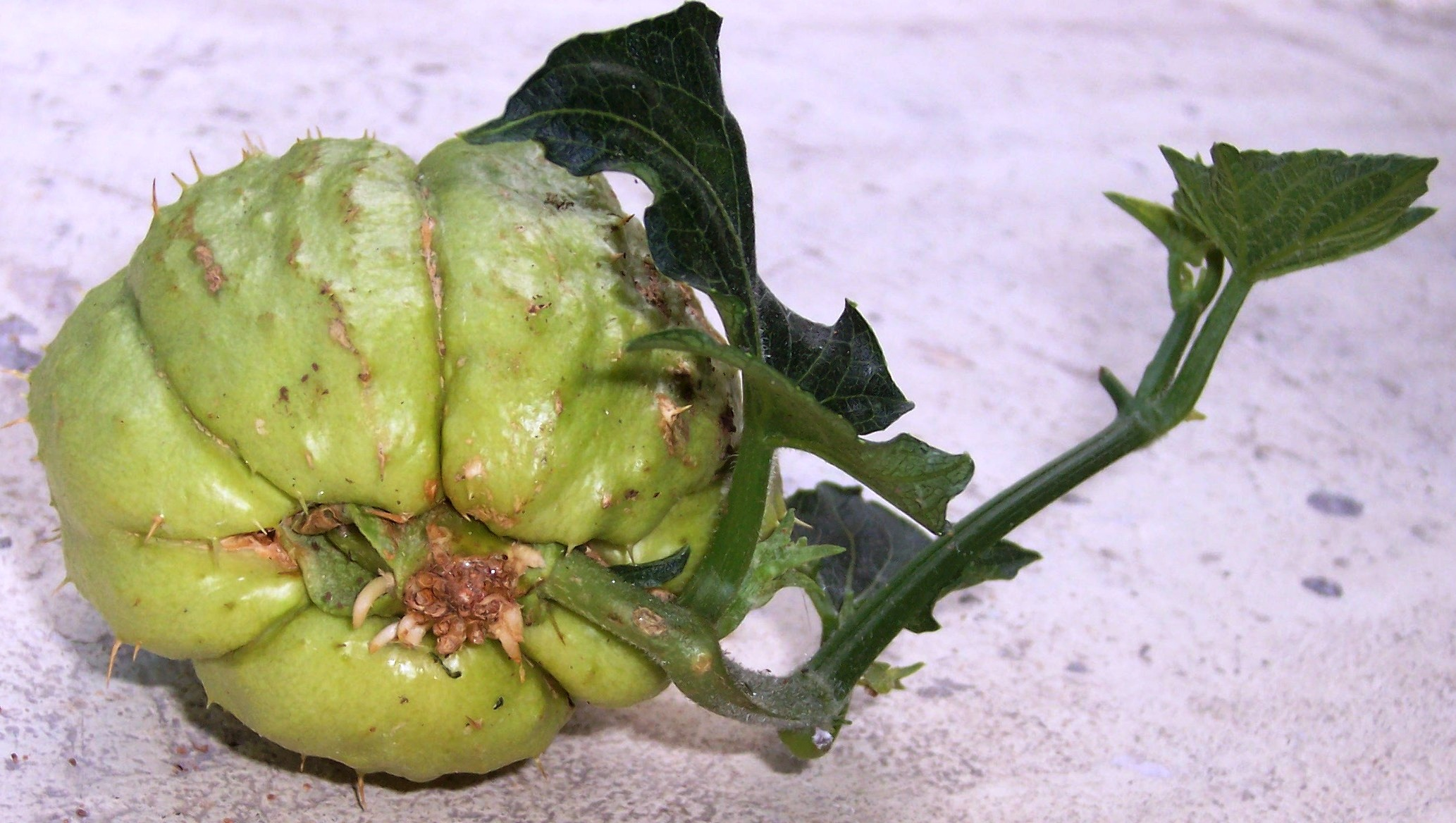
Viviparie bei der Chayote
(Sechium edule)

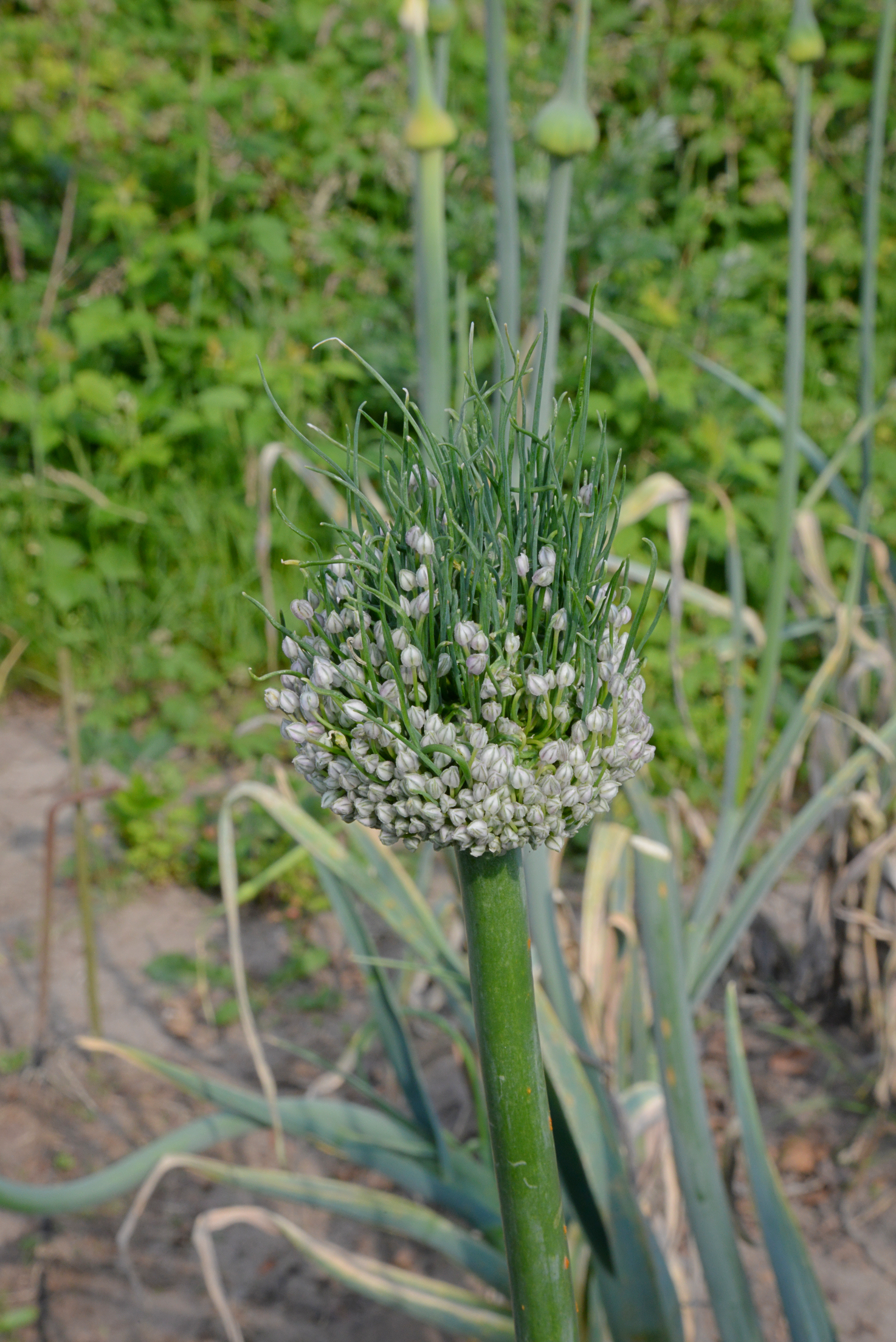
Falsche Viviparie beim Lauch
(Allium porrum)

In der Botanik wird der Begriff Viviparie zur Bezeichnung von Fortpflanzungsformen verwendet, bei denen der aus dem pflanzlichen Embryo entstehende Sämling auf der Mutterpflanze verbleibt, sowie für bestimmte Formen vegetativer Vermehrung, wenn erbgleiche Tochterpflanzen aus den Blütenanlagen entstehen.
Beispiele für Viviparie im Pflanzenreich sind Rispengräser wie Poa vivipara (Südafrika) und Poa alpina ssp. vivipara (Vorkommen in den Alpen); sie ist auch zu beobachten bei den Fuchsschwanzgräsern und bei vielen Pflanzen im Mangrove-Biotop wie z. B. Rhizophora mangle.
Sie wird unterteilt in echte und unechte Viviparie.
- Echte Viviparie; die junge Samenpflanze (Keimpflanze) wächst schon aus dem Samen hervor, wenn dieser über die Frucht noch mit der (lebenden) Mutterpflanze verbunden ist. 
  - Kryptoviviparie; ohne dass der Keimling die Frucht verlässt.
- Unechte, falsche Viviparie, Pseudoviviparie; Bezeichnung für vegetative Brutknospenbildung im Blütenstandsbereich und sein Auswachsen (über Mitosen) zu erbgleichen, jungen Tochterpflänzchen